# Schwarzkiefer
Die Schwarzkiefer (Pinus nigra), auch Schwarzföhre genannt, ist eine Pflanzenart aus der Gattung der Kiefern (Pinus) innerhalb der Familie der Kieferngewächse (Pinaceae). Die etwa fünf Unterarten sind in den Mittelmeerländern Südeuropas, Kleinasiens und des westlichen Nordafrikas verbreitet und sie kommt bis in Teile Österreichs vor. Sie wird aufgrund ihrer Anspruchslosigkeit und ihrer Unempfindlichkeit gegenüber Luftverschmutzung fast weltweit als Forst- und Parkbaum angepflanzt. In ihrem natürlichen Verbreitungsgebiet gilt diese Art auch als sehr krankheitsresistent.
Die Schwarzkiefer kann ein Alter von bis zu 800 Jahren erreichen. Man kann die Schwarzkiefer anhand der schwarz gefärbten, verdeckten Teile der Zapfenschuppen leicht von anderen südeuropäischen Kiefernarten unterscheiden.
Wegen ihres hohen Harzgehaltes spielte sie eine wichtige Rolle in der Pecherei. Das Holz wird vielfach genutzt und, da es nicht knarrt, unter anderem zu Bühnenböden verarbeitet.

## Beschreibung

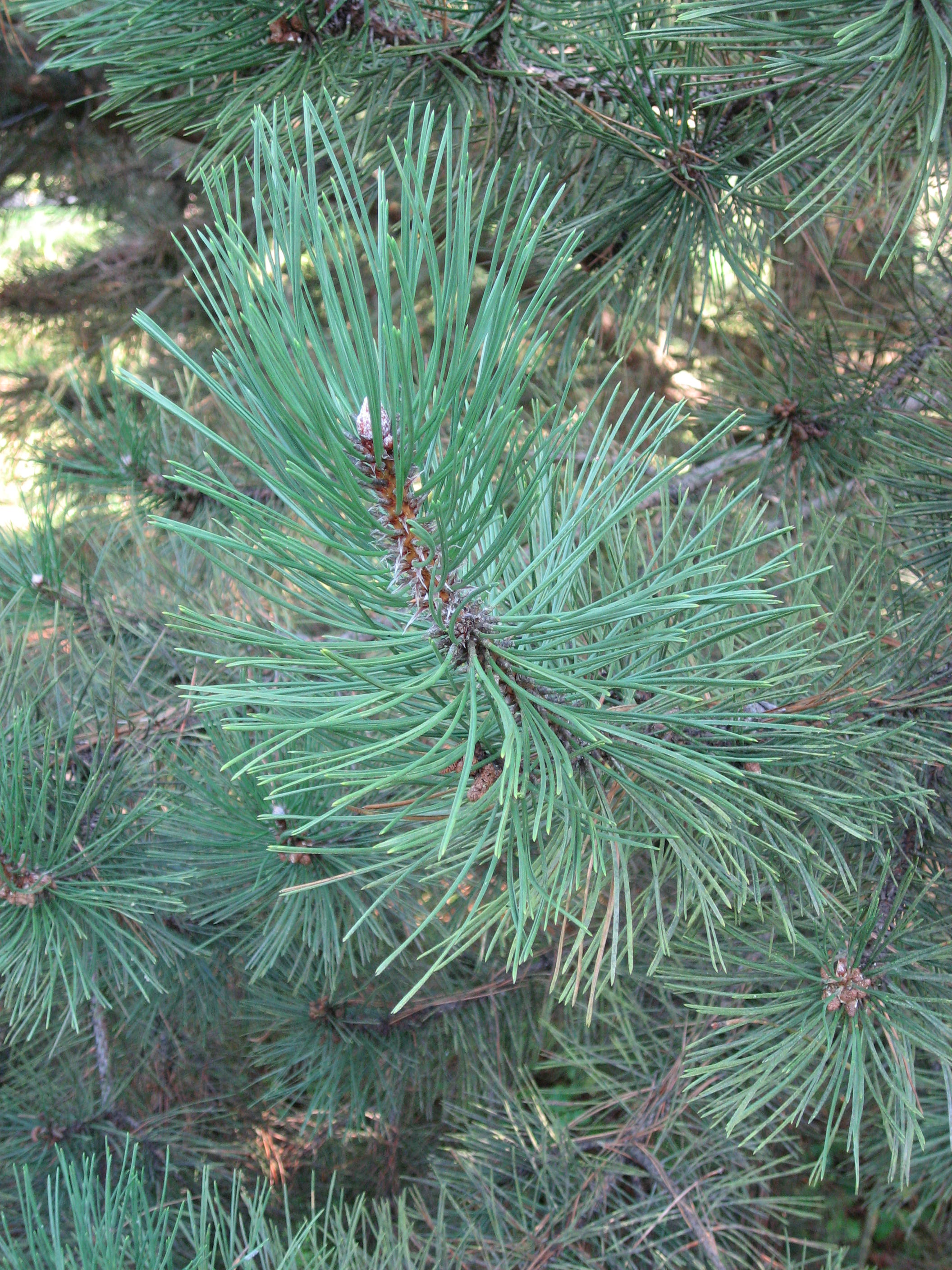
Zweig mit Nadeln der Korsischen Schwarzkiefer (Pinus nigra subsp. laricio)

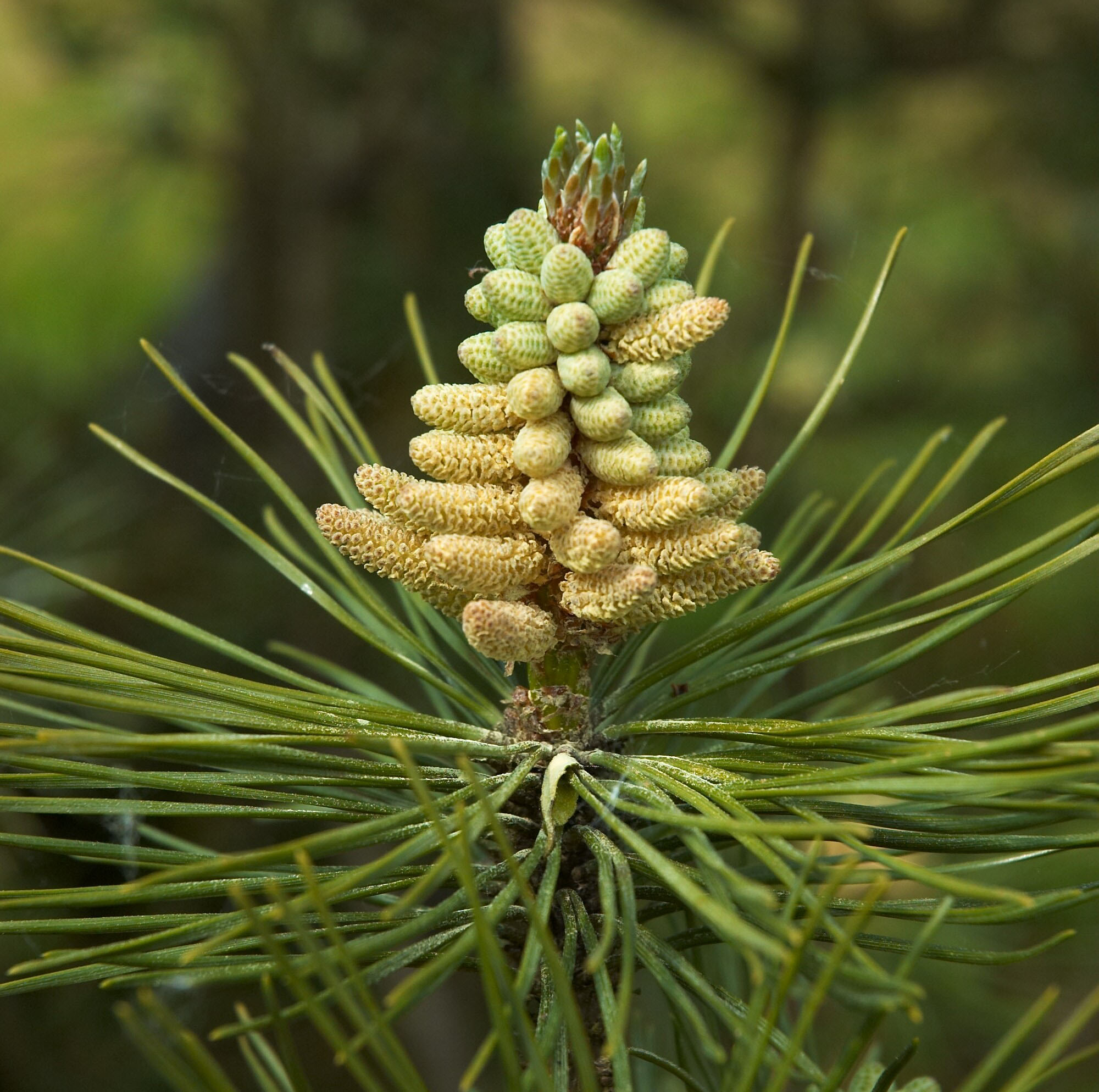
Männliche Blütenzapfen

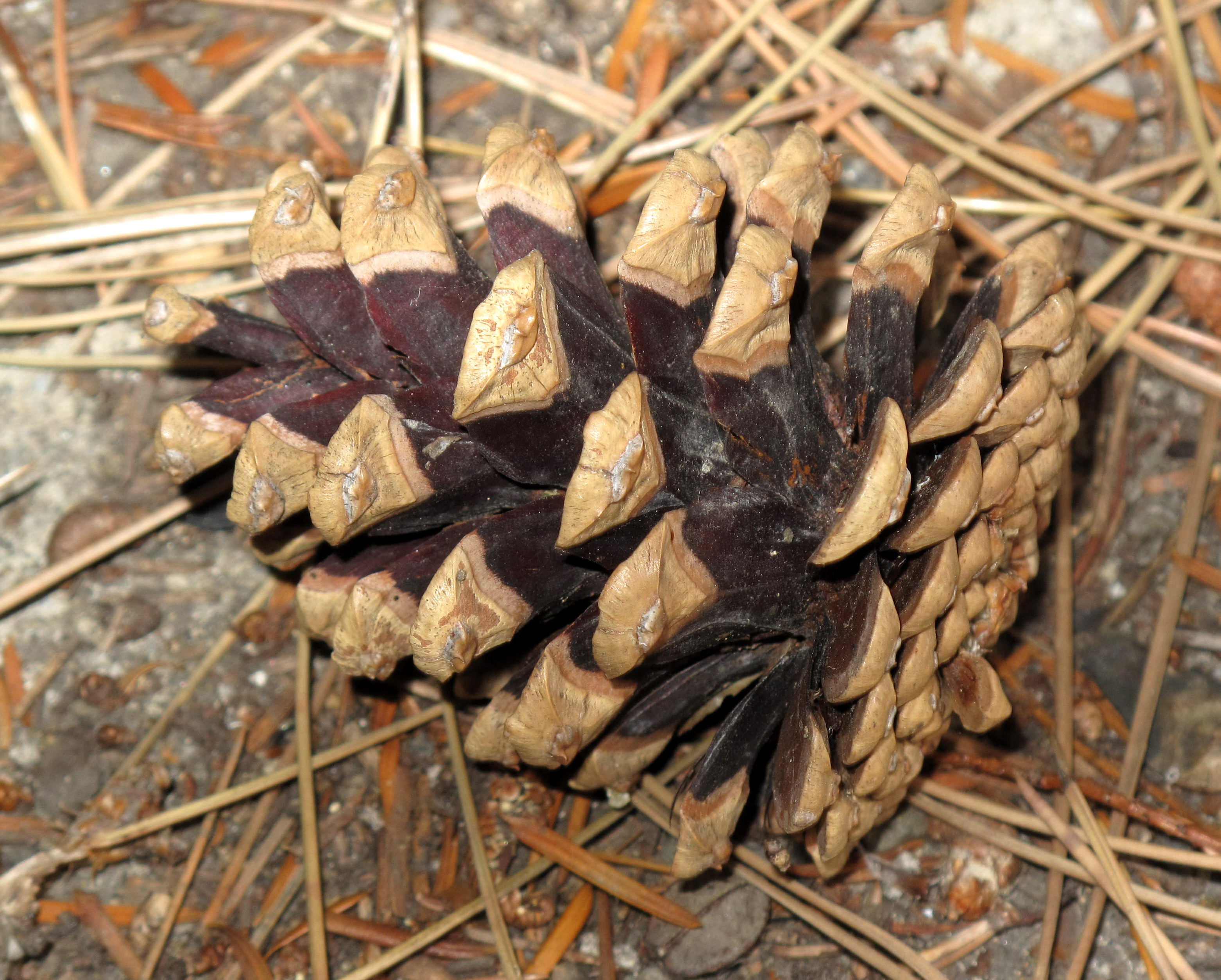
Offener Zapfen

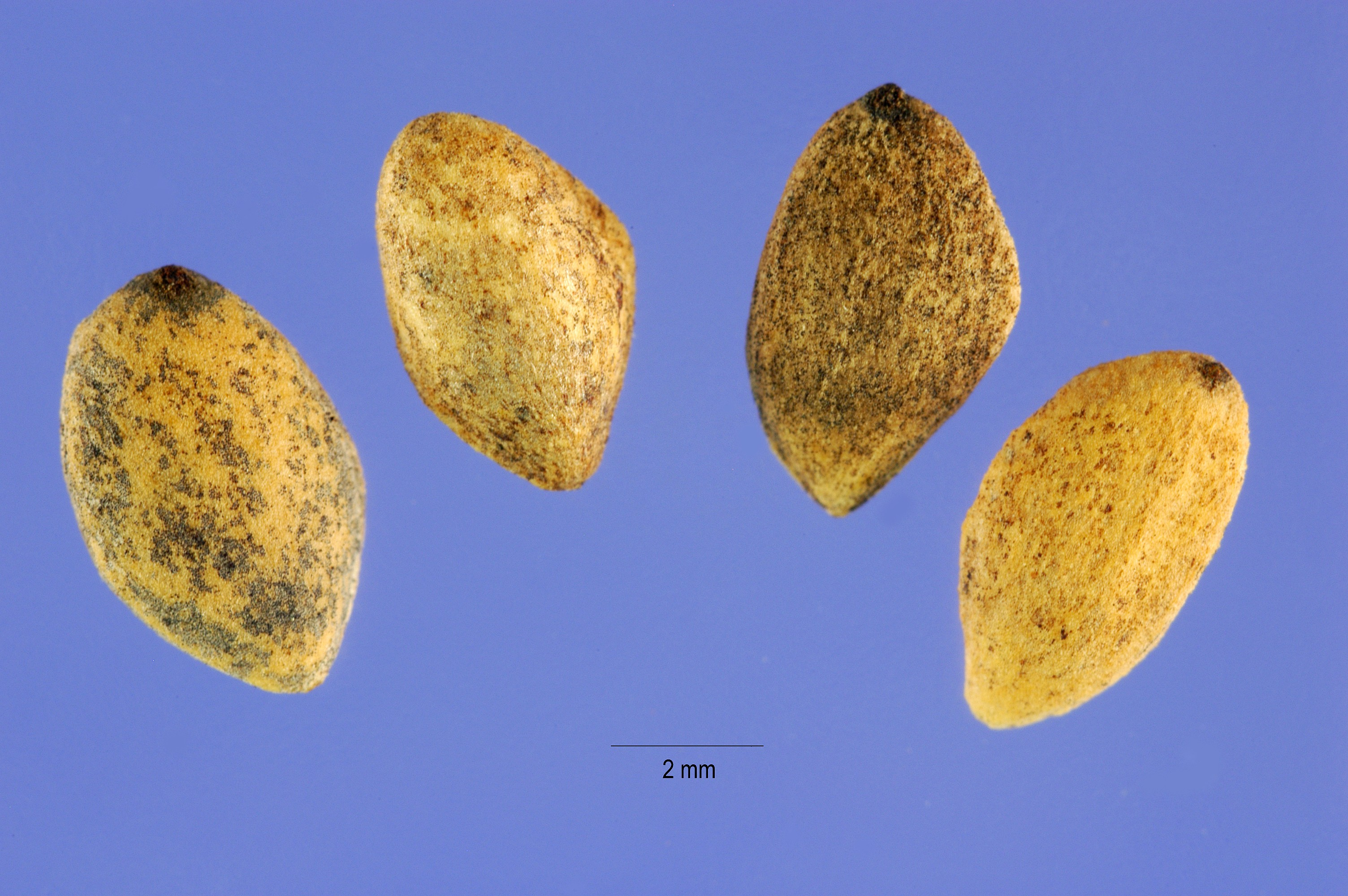
Entflügelte Samen

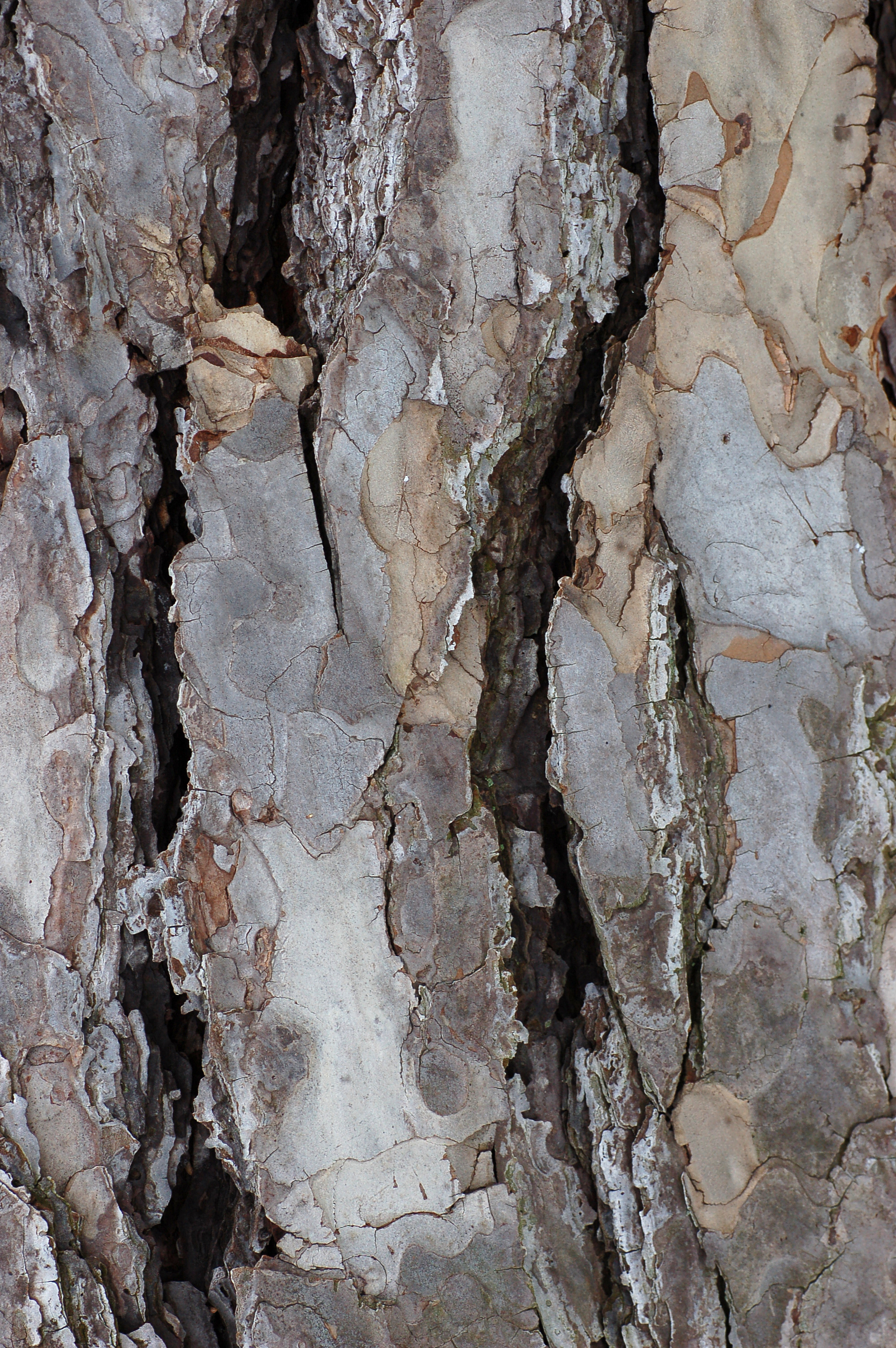
Borke der Österreichischen Schwarzkiefer (Pinus nigra subsp. nigra)

### Habitus
Die Schwarzkiefer wächst als aufrechter, meist geradschäftiger Baum, der Wuchshöhen von 20 bis 50 Metern und Brusthöhendurchmesser von bis zu 1,85 Metern erreichen kann. Die Wuchshöhe und die Kronenform variieren je nach Unterart und Standort. Im Allgemeinen bilden Baumexemplare am östlichen Rand des Verbreitungsgebiets dichte, breit-ovale bis schirmförmige Kronen aus. Eine Ausnahme stellt die in der Türkei heimische Unterart Pinus nigra subsp. pallasiana dar, die schmalkronig ist. Junge Schwarzkiefern haben meist eine schlanke Krone, die sich mit zunehmendem Alter abrundet. Je stärker die Krone abflacht, umso weniger ist die anfangs regelmäßig wirtelige Beastung ausgeprägt. Die Äste stehen im Allgemeinen waagerecht vom Stamm ab, können aber bei manchen Unterarten am Ende etwas nach oben oder unten gebogen sein.
Keimlinge besitzen fünf bis zehn schlanke, ungezähnte und kahle Keimblätter (Kotyledonen). Diese sind 2,5 bis 3 Zentimeter lang und fallen im Herbst des 1. Jahres ab.

### Knospen und Nadeln
Die hell-braunen Terminalknospen sind bei einer Länge von 12 bis 24 Millimetern eiförmig oder zylindrisch-eiförmig, enden in einer markanten Spitze und sind, besonders bei der Pinus nigra subsp. nigra, stark verharzt. Die Knospen bestehen aus zahlreichen, etwa 5 Millimeter langen Knospenschuppen. An der Knospenbasis besitzen diese Schuppen meist eine umgebogene Spitze. Bei der Pinus nigra subsp. pallasiana sind die Knospenschuppen meist 7 bis 9 Millimeter lang und haben gefranste Ränder. Die Seitenknospen ähneln in der Form und Farbe den Terminalknospen sind aber deutlich kleiner.
Die hell- bis tief-grünen Nadeln werden je nach Unterart und Varietät von 4 bis 24 Zentimeter lang und 1,2 bis 2,1 Millimeter breit. Sie stehen zu zweit an Kurztrieben. Im Querschnitt sind sie halbkreisförmig und weisen an der Basis 3 bis 17 Harzkanäle auf. Sie wachsen meist gerade oder ein wenig gekrümmt. Nadeln der Pinus nigra subsp. laricio können mehrfach gekrümmt und um die Längsachse gedreht sein. Der Apex ist spitz, aber nicht immer scharf, und die Nadelränder sind gezähnt. Sowohl an der Nadelunter- als auch an der Nadeloberseite befinden sich 12 bis 24 Spaltöffnungsreihen. Die Nadelbasen werden von einer 10 bis 20 Millimeter langen Nadelscheide umgeben. Die Nadeln verbleiben zwischen 3 und 8 Jahren am Baum. Die Nadelgröße sowie die Nadelmorphologie und -anatomie sind die am häufigsten verwendeten Kriterien bei der taxonomischen Zuordnung der Schwarzkiefer, reichen aber nicht aus, um geographisch-taxonomische Rückschlüsse ziehen zu können.

### Zapfen und Samen
Die Schwarzkiefer ist einhäusig-getrenntgeschlechtig (monözisch) und wird mit 15 bis 40 Jahren mannbar. Sie blüht, je nach Standort, zwischen April und Anfang Juni. Die grün gefärbten männlichen Blütenzapfen stehen gehäuft endständig an Langtrieben und sind 2 bis 3 Millimeter lang. Der 67 bis 87 Mikrometer große, hantelförmige Pollen besteht aus einem rundovalen Zentralkörper und zwei seitlichen halbkugeligen Luftsäcken.
Die weiblichen Blütenzapfen sind kurzgestielt und stehen in Gruppen von zwei bis vier. Sie sind anfangs grün, verfärben sich aber bis zur Bestäubung karminrot. Die 3,5 bis 12 Zentimeter langen und 2 bis 4,5 Zentimeter dicken Zapfen reifen im Herbst des Folgejahres. Sie sind ungestielt oder kurzgestielt und zur Reife glänzend bräunlich-gelb bis hell-braun. Vom Zweig stehen sie rechtwinkelig oder in einem leicht schrägen Winkel ab. Die Zapfenschuppen sind stark verholzt und sind 2,5 bis 3 Zentimeter lang. Die verdeckten Teile der Zapfenschuppen sind schwarz gefärbt, wodurch sich die Schwarzkiefer von anderen südeuropäischen Kiefernarten unterscheiden lässt.
Die bräunlich-grauen bis asch-grauen und geflügelten Samen sind bei einer Länge von 5 bis 7 Millimetern schwach-keilförmig. Der Flügel hat die mehrfache Länge des Samenkornes. Das Tausendkorngewicht liegt zwischen 13,5 und 41,6 Gramm.

### Wurzelsystem
Die Schwarzkiefer besitzt ein sehr ausgedehntes, robustes Wurzelsystem mit einer kräftigen und streng geotropisch wachsenden Pfahlwurzel, die den Baum fest verankert. Die Seitenwurzeln 1. Ordnung wachsen horizontal, während die Seitenwurzeln 2. Ordnung vertikal wachsen. Auf felsigen und weitgehend bodenfreien Standorten findet man den Großteil der Wurzeln in den oberen Bodenschichten. Die Wurzeln dringen selbst in Felsspalten ein und verankern so den Baum.

### Borke
Junge Bäume besitzen eine bräunlich-graue, schuppige Stammborke, die mit zunehmendem Alter aufreißt; die dabei entstehenden Platten sind bei Baumexemplaren von westlichen Herkünften hell, bei östlichen Herkünften dunkler mit fast schwarzen Furchen gefärbt. Bei alten Bäumen sind die Risse sehr tief und die Platten wesentlich größer als bei Jungbäumen. Bei der Unterart Pinus nigra subsp. laricio sind die Platten fast gleichmäßig geformt. Die kahlen und glänzenden jungen Zweigen verändern die Farbe ihrer Rinde im Laufe der Vegetationsperiode. Dabei verhalten sich die Unterarten unterschiedlich. Bei der Pinus nigra subsp. laricio wechselt die Färbung von einem anfänglichen ockergelb zu einem bräunlichen-rot. Zweige der Pinus nigra subsp. nigra besitzen eine braune Rinde mit grauen bis gelblichen Ton. Bei der Pinus nigra subsp. pallasiana ist die Rinde der Zweige gelb bis rötlich-braun.

### Holz
Der ziemlich breite, gelblich-weiße Splint hebt sich gut von dem dunkleren und sehr harzreichen Kernholz ab. Die Färbung des Kernholzes variiert zwischen gelb und rot. Die Jahresringe sind gut erkennbar. Der Übergang zwischen Spät- und Frühholz erfolgt abrupt und falsche Jahresringe sind nicht selten. Im Spätholz und in der Übergangszone findet man zahlreiche, relativ große Harzkanäle. Das sehr dauerhafte, harzreiche Holz lässt sich leicht imprägnieren.
| Kenngröße                | Wert   | Einheit |
| ------------------------ | ------ | ------- |
| Mittlere Rohdichte (r12) | 593    | kg/m³   |
| Elastizitätsmodul        | 13.400 | N/mm²   |
| Druckfestigkeit          | 51     | N/mm²   |
| Zugfestigkeit            | 104    | N/mm²   |
| Biegefestigkeit          | 100    | N/mm²   |

### Chromosomenzahl
Die Chromosomenzahl beträgt 2n = 24.

## Ökologie

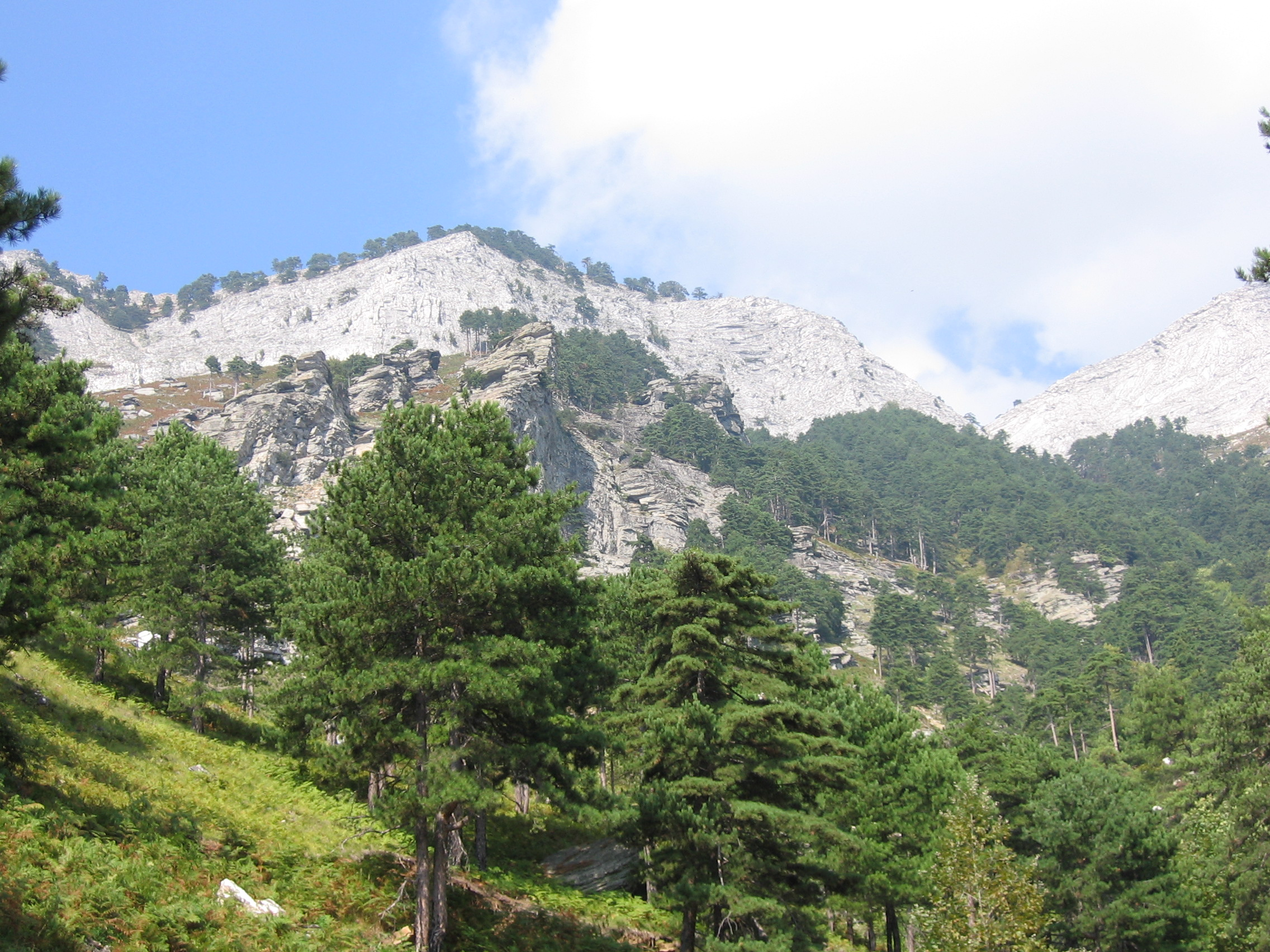
Bestand der Krim-Kiefer (Pinus nigra subsp. pallasiana) mit Adlerfarn (Pteridium aquilinum) als Unterwuchs

### Mykorrhizapartner
Es werden Ektomykorrhizen gebildet. Zu den Mykorrhiza-Partnern gehören der Pantherpilz (Amanita pantherina), der Wurzelnde Bitterröhrling (Boletus radicans), der Frauentäubling (Russula cyanoxantha) und der Erdritterling (Tricholoma terreum).

## Verbreitung und Standort

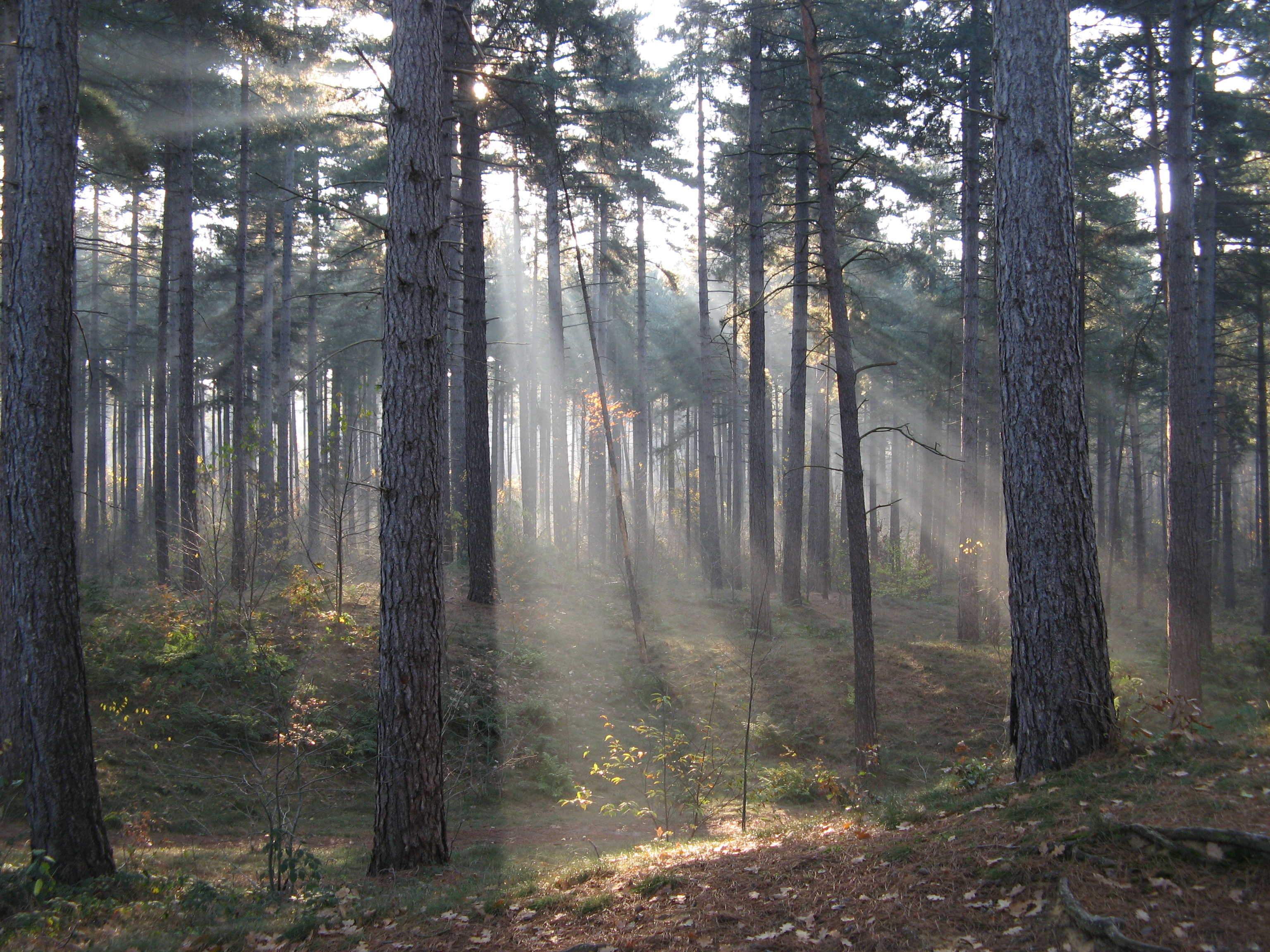
Schwarzkiefernforst

Verbreitung der Schwarzkiefer:
Pinus nigra subsp. salzmannii.
Pinus nigra subsp. laricio.
Pinus nigra subsp. nigra.
Pinus nigra subsp. dalmatica.
Pinus nigra subsp. pallasiana.

Das stark zersplitterte, natürliche Verbreitungsgebiet der Schwarzkiefer liegt im südlichen Europa, Teilen des nördlichen Afrikas und in Kleinasien. Es erstreckt sich von Portugal und Marokko im Westen bis zur Türkei und Zypern im Osten. Die nördliche Verbreitungsgrenze verläuft durch Österreich und wird von Beständen, die zwischen Gutenstein, Hohenberg und der Thermenlinie liegen, sowie von Einzelbeständen in Krems an der Donau, an den Westhängen des Rosaliengebirges, am Türkensturz sowie bei Unterkohlstätten in Niederösterreich und dem Burgenland gebildet. Außerdem befindet sich in den Karawanken Südkärntens ein weiteres österreichisches Vorkommen. Im östlichen Verbreitungsgebiet befindet sich die Nordgrenze auf der Krim-Halbinsel. Die südlichsten Vorkommen findet man im Atlasgebirge in Marokko, in Algerien, auf Sizilien und Zypern. Sie wurde als Forst- und Parkbaum auf fast allen Erdteilen angepflanzt. 1759 wurde sie erstmals in die späteren Vereinigten Staaten (USA) gebracht. Sie war damit eine der ersten Baumarten, die in die USA eingeführt wurden.
Die Schwarzkiefer ist eine Baumart des humiden und subhumiden Gebirgsklimas der Mittelmeerregion. Man findet sie in Höhenlagen von 0 bis zu 2.000 Metern. Die Höhenverbreitung ist jedoch vom Standort abhängig. Alle Unterarten der Schwarzkiefer sind sehr lichtbedürftig, vertragen aber seitliche Beschattung und stellen nur geringe Ansprüche an den Standort. Die Jahresniederschläge liegen je nach Standort zwischen 600 und 1.020 mm, wobei an manchen Standorten Sommertrockenheit auftreten kann. Bezüglich der Wasserversorgung gehört die Schwarzkiefer zu den anspruchslosesten Baumarten. Auf Extremtemperaturen reagieren die einzelnen Unterarten recht unterschiedlich, dennoch wird die Schwarzkiefer als recht kälteresistent eingestuft. Junge Bäume überstehen Temperaturen von bis zu −30 °C ohne Schäden. Die Art gilt als relativ unempfindlich gegenüber Luftverschmutzung.
Im Allgemeinen wächst die Schwarzkiefer auf lockeren sandigen sowie auf schweren tonigen, kalk- oder silikatreichen und damit basischen oder sauren Böden, wobei sich hier die einzelnen Unterarten unterscheiden können.
In Deutschland wurde die Österreichische Schwarzkiefer (Pinus nigra subsp. nigra) vor allem im thüringischen Saaletal, im baden-württembergischen Taubergrund, der Fränkischen Platte in Unterfranken sowie einigen Stellen im Fränkischen Jura und der Münchner Schotterebene angepflanzt, oft zur Wiederbewaldung von trockenen Weidetriften. Als größter zusammenhängender Schwarzkiefernbestand in Deutschland gilt der etwa 250 Hektar umfassende Schwarzkiefernwald auf den Höhen der Leinacher Berge bzw. am Volkenberg bei Würzburg. Sie wächst auch an schattigen und karbonatreichen Standorten.

### Vergesellschaftung
Je nach Standort bildet die Schwarzkiefer Reinbestände oder Mischbestände mit unterschiedlichen Baumarten. Bestände können sich nur an Standorten behaupten, an denen sie nicht durch anspruchsvollere Laubbäume verdrängt werden.
Von Spanien bis nach Slowenien werden hauptsächlich Mischbestände mit der Rotbuche (Fagus sylvatica), der Manna-Esche (Fraxinus ornus), der Europäischen Hopfenbuche (Ostrya carpinifolia), der See-Kiefer (Pinus pinaster), der Zerr-Eiche (Quercus cerris), der Stein-Eiche (Quercus ilex), der Ungarischen Eiche (Quercus frainetto) und der Flaum-Eiche (Quercus pubescens) gebildet.
Für Österreich werden als Mischbaumarten die Echte Mehlbeere (Sorbus aria) sowie bei den allmählichen Übergängen in die Waldkiefernwälder die Gemeine Fichte (Picea abies) genannt. Die Strauchschicht wird in Österreich je nach Standort von der Gewöhnlichen Felsenbirne (Amelanchier ovalis), der Berberitze (Berberis vulgaris), der Filz-Zwergmispel (Cotoneaster tomentosus) und den Rosmarin-Seidelbast (Daphne cneorum) gebildet. Das Alpenmaßliebchen (Bellidiastrum michelii), die Anemonen-Schmuckblume (Callianthemum anemonoides), die Erd-Segge (Carex humilis), die Felsen-Schaumkresse (Cardaminopsis petraea), die Schneeheide (Erica carnea), die Felsen-Wolfsmilch (Euphorbia saxatilis), das Blaugrüne Habichtskraut (Hieracium glaucum), der Bleiche Schaf-Schwingel (Festuca pallens), der Clusius-Enzian (Gentiana clusii), die Aurikel (Primula auricula), die Buchs-Kreuzblume (Polygala chamaebuxus) sowie das Kalk-Blaugras (Sesleria albicans) bilden großteils die Krautschicht.
Nach Oberdorfer ist sie eine Trockenwaldart und kommt in Gesellschaften der Ordnung Erico-Pinetalia vor.
Von der Balkanhalbinsel bis in die Türkei bildet die Schwarzkiefer hauptsächlich mit dem Feld-Ahorn (Acer campestre), dem Französischen Ahorn (Acer monspessulanum), der Orientalischen Hainbuche (Carpinus orientalis), dem Stech-Wacholder (Juniperus oxycedrus), dem Stinkenden Wacholder (Juniperus foetidissima), verschiedenen Steinlinden (Phillyrea), der Terpentin-Pistazie (Pistacia terebinthus), der Espe (Populus tremula), der Steinweichsel (Prunus mahaleb), der Kermes-Eiche (Quercus coccifera), der Trauben-Eiche (Quercus petraea), der Vogelbeere (Sorbus aucuparia), der Elsbeere (Sorbus torminalis) und Acer obtusatum Mischbestände. Die Strauchschicht besteht in diesem Gebiet hauptsächlich aus der Gewöhnlichen Felsenbirne (Amelanchier ovalis), der Kornelkirsche (Cornus mas), dem Perückenstrauch (Cotinus coggygria), der Baumheide (Erica arborea), dem Gemeinen Wacholder (Juniperus communis), dem Gewöhnlichen Liguster (Ligustrum vulgare), dem Wolligen Schneeball (Viburnum lantana), der Filz-Zwergmispel (Cotoneaster tomentosus), Cytisus subspinescens, Genista lobelii und dem Spanischen Wacholder (Juniperus thurifera). Die Krautschicht wird großteils von der Schneeheide (Erica carnea), der Draht-Schmiele (Deschampsia flexuosa), dem Roten Fingerhut (Digitalis purpurea), der Forster-Hainbinse (Luzula forsteri), dem Adlerfarn (Pteridium aquilinum), dem Sand-Thymian (Thymus serpyllum), dem Dornigen Wundklee (Anthyllis hermanniae), Astragalus calabrus und Helianthemum chamaecistus gebildet.

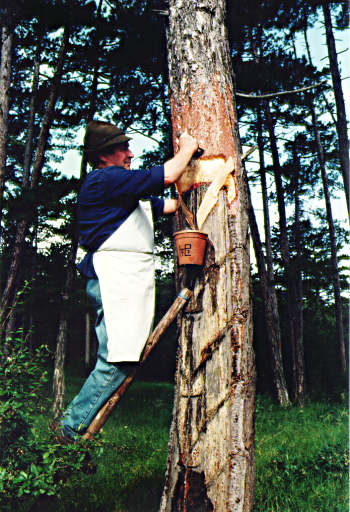
Pecher bei der Arbeit in Niederösterreich

## Nutzung
Im mittleren Südeuropa und auf der Balkan-Halbinsel stellt die Schwarzkiefer die wichtigste Baumart für Aufforstungen dar. Die Bewirtschaftung erfolgt dort meist in einem schlagweisen Hochwald. Die Umtriebszeiten liegen zwischen 80 und 140 Jahren. Weitere forstwirtschaftliche Aufforstungen und Windschutzanbauten erfolgten großteils in Mittel- und Nordeuropa sowie in den USA.
Das Holz der Schwarzkiefer wird vor allem zur Herstellung von Masten, Pfählen, Sperrholz, für gröbere Tischlerarbeiten, für Verpackungsmaterial sowie als Rohstoff für die Zellstoff- und Papierindustrie verwendet. Bretter, die aus diesem Holz gewonnen werden, knarren nicht und eignen sich deshalb besonders für Bühnenböden. Dickere Stämme finden auch als Bauholz Verwendung. Früher wurde es zum Bau von Schiffen verwendet.
Gegenüber der Waldkiefer ist das Holz geradschaftiger und wesentlich harzreicher. (siehe Hauptartikel: Kiefernholz)
In Kalabrien und im Wienerwald wurden früher die Schwarzkiefern zur Harzgewinnung herangezogen. Das Harz wurde von Pechern von den Bäumen abgezapft und bildete die Lebensgrundlage von Generationen. Bäume über 60 Jahre produzieren jährlich ca. 2 kg Rohharz, aus dem durch Destillation der Rückstand Kolophonium sowie Terpentin gewonnen wird. Aus dem Harz der unreifen Zapfen kann Isopimarsäure gewonnen werden, die eine antibakterielle Wirkung hat und gegen den multiresistenten Erreger Staphylococcus aureus eingesetzt werden kann.
Die Schwarzkiefer wird fast auf der ganzen Welt als Parkbaum gepflanzt. Wegen ihres kräftigen Wurzelsystems und der Unempfindlichkeit gegenüber Salzgischt wird sie als Windschutz an Küsten und als Erosionsschutz an Hanglagen angepflanzt. In den USA wird sie als Christbaum verwendet.

## Krankheiten und Schädlinge
Die Schwarzkiefer gilt als wenig krankheitsanfällige Baumart. Aufgrund von weltweiten Anbauten, die nicht immer auf günstigen Standorten erfolgten, stimmt dies jedoch nur eingeschränkt. Die Gefahr eines Schädlingsbefalls steigt, je höher die ökologischen Unterschiede vom natürlichen Standort zum Anbaugebiet sind. Unter optimalen Standortbedingungen spielen die im Folgenden genannten Schädlinge nur eine untergeordnete Rolle.
In Baumschulen werden die Sämlinge häufig von Pilzen der Gattungen Fusarium, Phytophthora, Pythium und Rhizoctonia befallen. Befallene Sämlinge haben einen weißlich grau verfärbten Wurzelhals und sterben meist ab. In Kulturen verursacht vor allem Gremmeniella abietina, der Erreger des Schwarzkiefer-Triebsterbens, starke Ausfälle. In Reinbeständen können zudem der Kiefernblasenrost (Cronartium flaccidum), der Kieferndrehrost (Melampsora populnea), Lophodermium pinastri, Lophodermium seditiosum und Scirrhia pini die Nadeln und Triebe befallen. In solchen Beständen kann auch der Schwächeparasit Cycloneusma minus auftreten. Als erwähnenswerter Wurzelparasit wird der Wurzelschwamm (Heterobasidion annosum) genannt. Bei intensiver Belastung durch Ammoniumsulfat kann der Sekundärschädling Sphaeropsis sapinea großflächig auftreten, welcher die Triebspitzen von jungen Bäumen schädigt, eine Krankheit die als Diplodia-Triebsterben bekannt ist.
In Aufforstungen an ungünstigen Standorten tritt der Pinien-Prozessionsspinner (Thaumetopoea pityocampa) auf, welcher Kahlfraß und bei wiederholtem Befall auch Ausfälle verursacht. Nach einem Kahlfraß bildet die Schwarzkiefer morphologisch und chemisch veränderte Nadeln aus, welche die Entwicklung der Spinnerlarven hemmen und die Fruchtbarkeit der ausgewachsenen Falter reduziert. Der Falter kann erfolgreich durch die Entfernung oder Beschädigung der Raupennester sowie mit Hilfe von Bacillus thuringiensis bekämpft werden. Der Kiefernkulturrüssler (Pissodes notatus) schädigt die Bäume durch den Larvenfraß, welcher bis zum Splint reicht, und durch das Nagen der ausgewachsenen Käfer an der Rinde von Ästen und Zweigen. Als besonders gefährdet gilt dichter Jungwuchs, welcher an den Rändern von Altbeständen wächst. Die Gemeine Kiefernbuschhornblattwespe (Diprion pini), der Kieferntriebwickler (Rhyacionia buoliana) und die Schildlaus Matsucoccus pini haben sich als sehr bedrohlich in dichten Aufforstungen an ungeeigneten Standorten erwiesen. Lokale Bedeutung erlangen gelegentlich der Zwölfzähnige Kiefernborkenkäfer (Ips sexdentatus) und Leucaspis pini.
Unter den abiotischen Schadfaktoren haben Schneedruck und Kälte die größte Bedeutung. Gegenüber Wind und Sturm ist die Schwarzkiefer weitgehend resistent. Vor allem im Mittelmeerraum können Waldbrände auftreten, die jedoch nur für junge und niedrig gewachsene Bäume gefährlich sind, da sie die Krone verbrennen können und der Baum dann nicht mehr in der Lage ist, Photosynthese zu tätigen. Ältere Bäume nehmen aufgrund ihrer dicken Borke und der hoch ansetzenden Krone kaum Schaden. Die Zapfenproduktion wird durch Waldbrände kaum beeinflusst.
Im Spätwinter treten auf Kalkstandorten häufig Nadelvergilbungen auf, so genannte Kalk-Chlorosen, welche jedoch reversibel sind und zu Beginn der neuen Vegetationsperiode verschwinden. Diese Vergilbungen resultieren aus der verminderten Aufnahmefähigkeit von Eisenionen und einem dadurch ausgelösten Eisenmangel. Obwohl die Schwarzkiefer relativ unempfindlich gegenüber Luftverschmutzung ist, treten in Deutschland und Italien Immissionsschäden auf. Diese Schäden machen sich zuerst durch eine Kronenverlichtung, welche durch das vorzeitige Abstoßen ganzer Nadeljahrgänge verursacht wird, oder durch die Bildung von kürzeren Nadeln bemerkbar. Es kann auch zu einer irreversiblen Nadelvergilbung kommen.

## Systematik
Die Erstveröffentlichung von Pinus nigra erfolgte 1785 durch den Hochschullehrer Johann Franz Xaver Arnold in Reise nach Mariazell in Steyermark, S. 8. Ein Synonym für Pinus nigra J.F.Arnold ist Pinus laricio, welches auf eine spätere Beschreibung des französischen Biologen Jean Louis Marie Poiret im Jahre 1804 zurückgeht.
Die Art Pinus nigra gehört zur Sektion Pinus in der Untergattung Pinus innerhalb der Gattung der Pinus.

### Unterarten und ihre Verbreitung
Die taxonomische Situation wird aufgrund zahlreicher morphologischer und ökophysiologischer Verschiedenheiten zwischen den zahlreichen geographisch getrennten Herkünften nicht einheitlich beurteilt. In der folgenden Systematik wird die Art in fünf Unterarten unterteilt. Einige Unterarten werden bei manchen Autoren als Varietäten geführt. Des Weiteren wird die Art teilweise in noch weitere Unterarten, Varietäten und Sorten unterteilt.
- Die Korsische Schwarzkiefer (Pinus nigra subsp. laricio Maire) kommt in Kalabrien sowie auf Korsika und Sizilien vor.
- Pinus nigra subsp. mauretanica (Maire & Peyerimh.) Heywood kommt in Algerien und Marokko vor.
- Die Österreichische Schwarzkiefer (Pinus nigra J.F.Arnold subsp. nigra) kommt in Österreich und auf der Balkan-Halbinsel vor.
- Die Krim-Kiefer oder Taurische Kiefer (Pinus nigra subsp. pallasiana (Lamb.) Holmboe) kommt in Teilen der Balkan-Halbinsel sowie auf der Krim-Halbinsel, in der Türkei und auf Zypern vor.
- Die Pyrenäen-Kiefer (Pinus nigra subsp. salzmannii (Dunal) Franco) kommt in Frankreich und Spanien vor.

Nach Euro+Med ist Pinus nigra subsp. mauretanica ein Synonym von Pinus nigra subsp. salzmannii. Dafür ist dort zusätzlich folgende Unterart verzeichnet:
- Pinus nigra subsp. dalmatica (Vis.) Franco (Syn.: Pinus dalmatica Vis.): Sie kommt in Kroatien vor.[25]

### Bilder

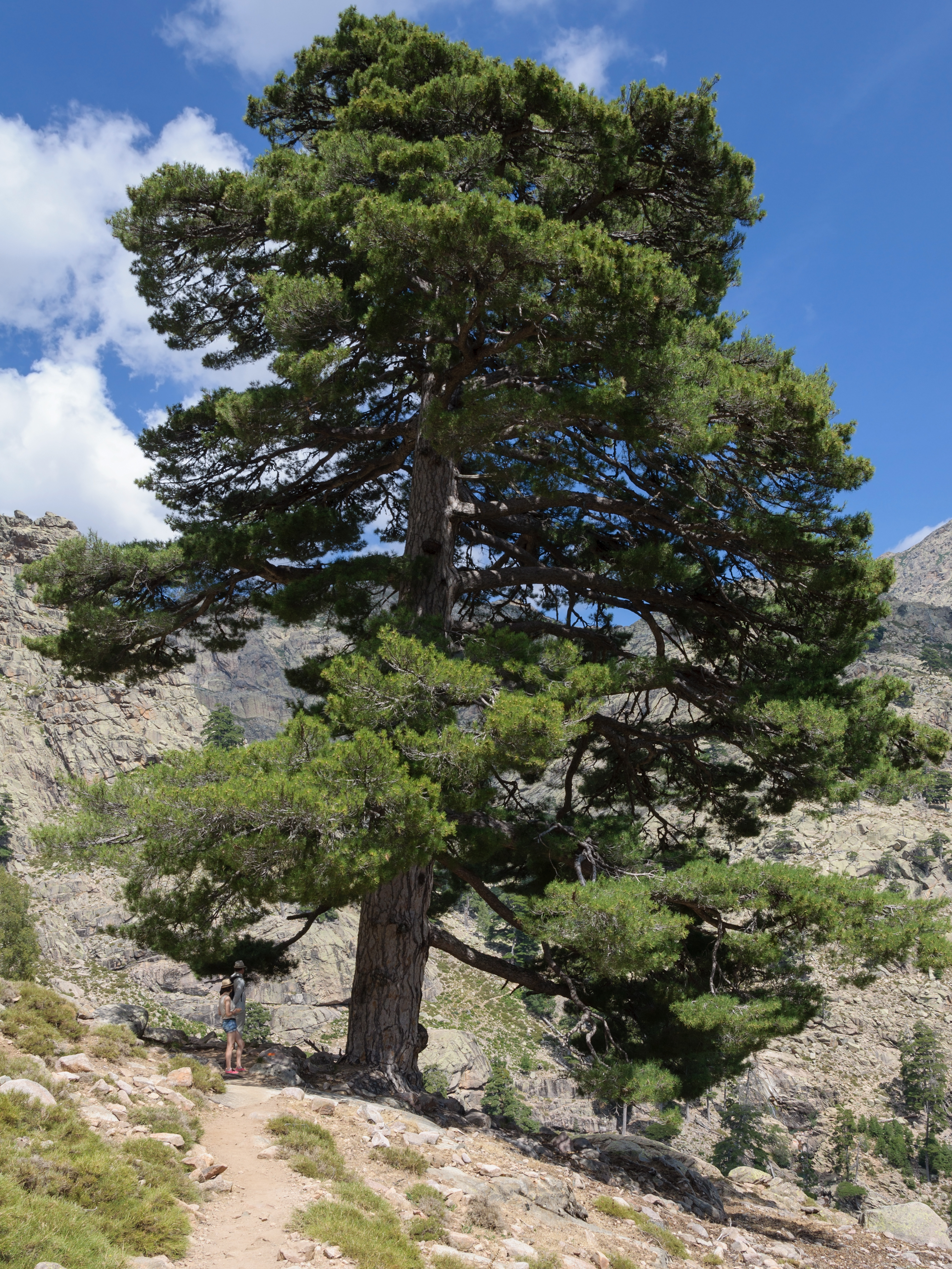
Korsische Schwarzkiefer (Pinus nigra subsp. laricio)
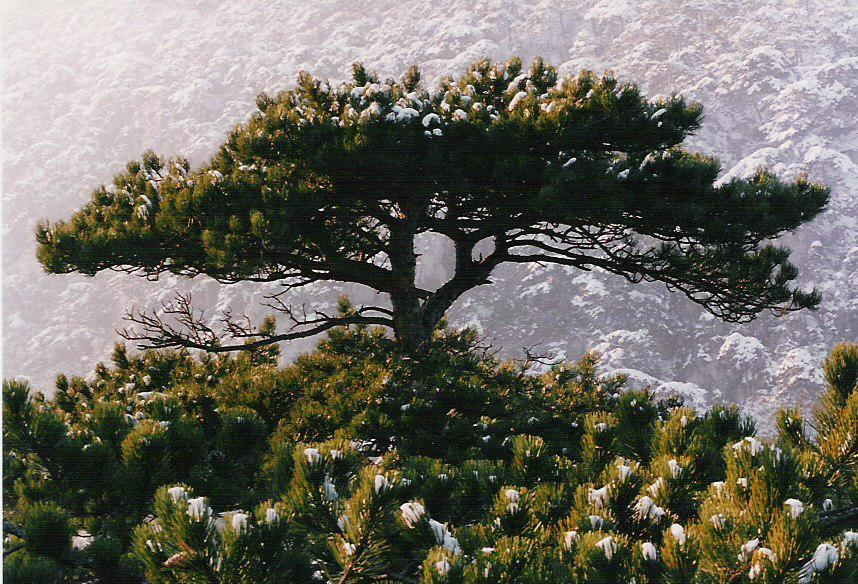
Österreichische Schwarzkiefer (Pinus nigra subsp. nigra) (in Wien auch als „Parapluie-Baum“ bezeichnet[26])
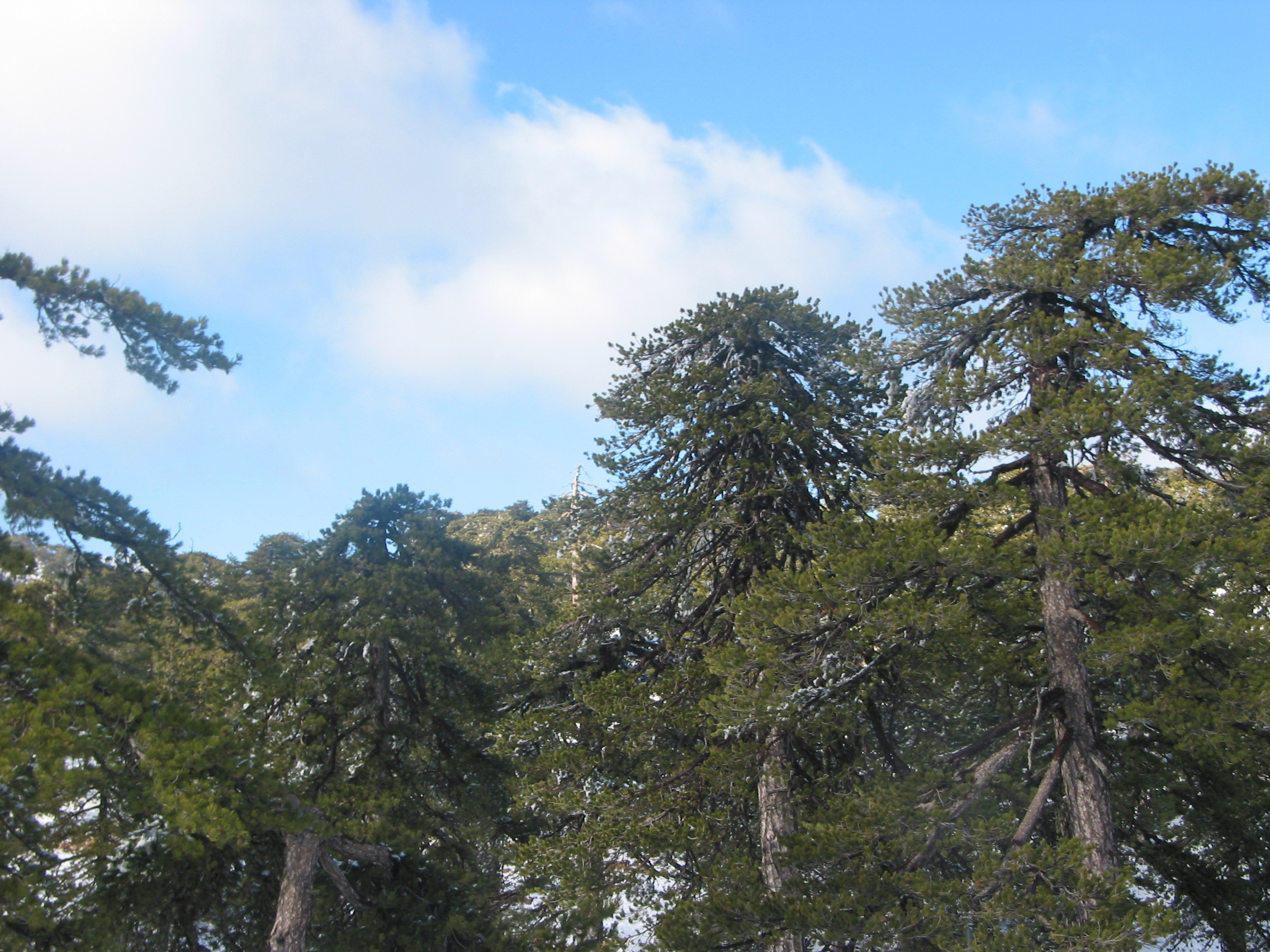
Krim-Kiefer (Pinus nigra subsp. pallasiana)
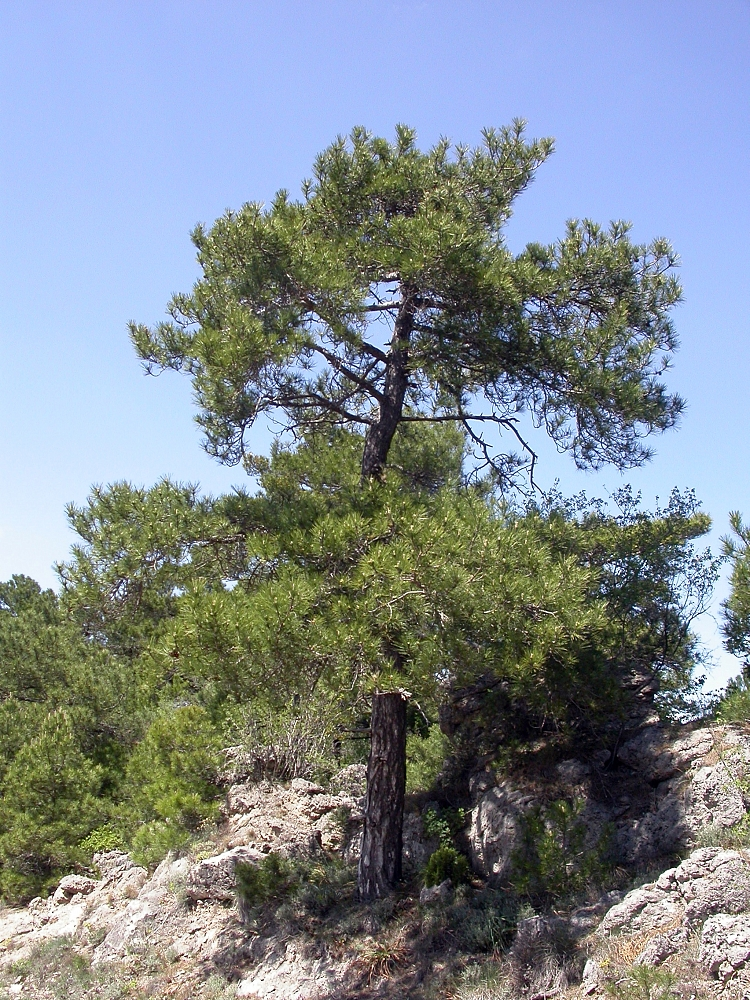
Pyrenäen-Kiefer (Pinus nigra subsp. salzmannii)
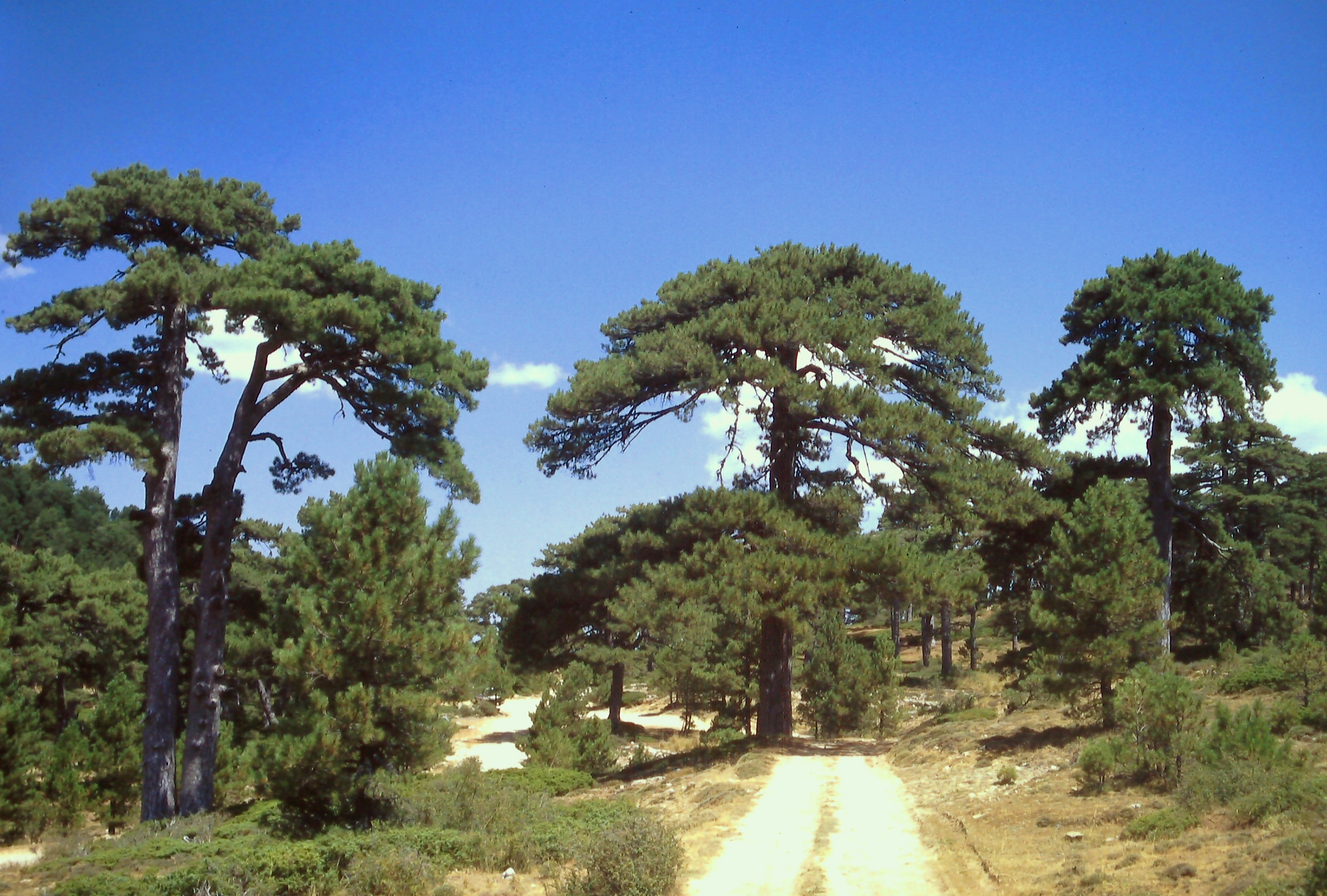
Pyrenäen-Kiefer (Pinus nigra subsp. salzmannii)
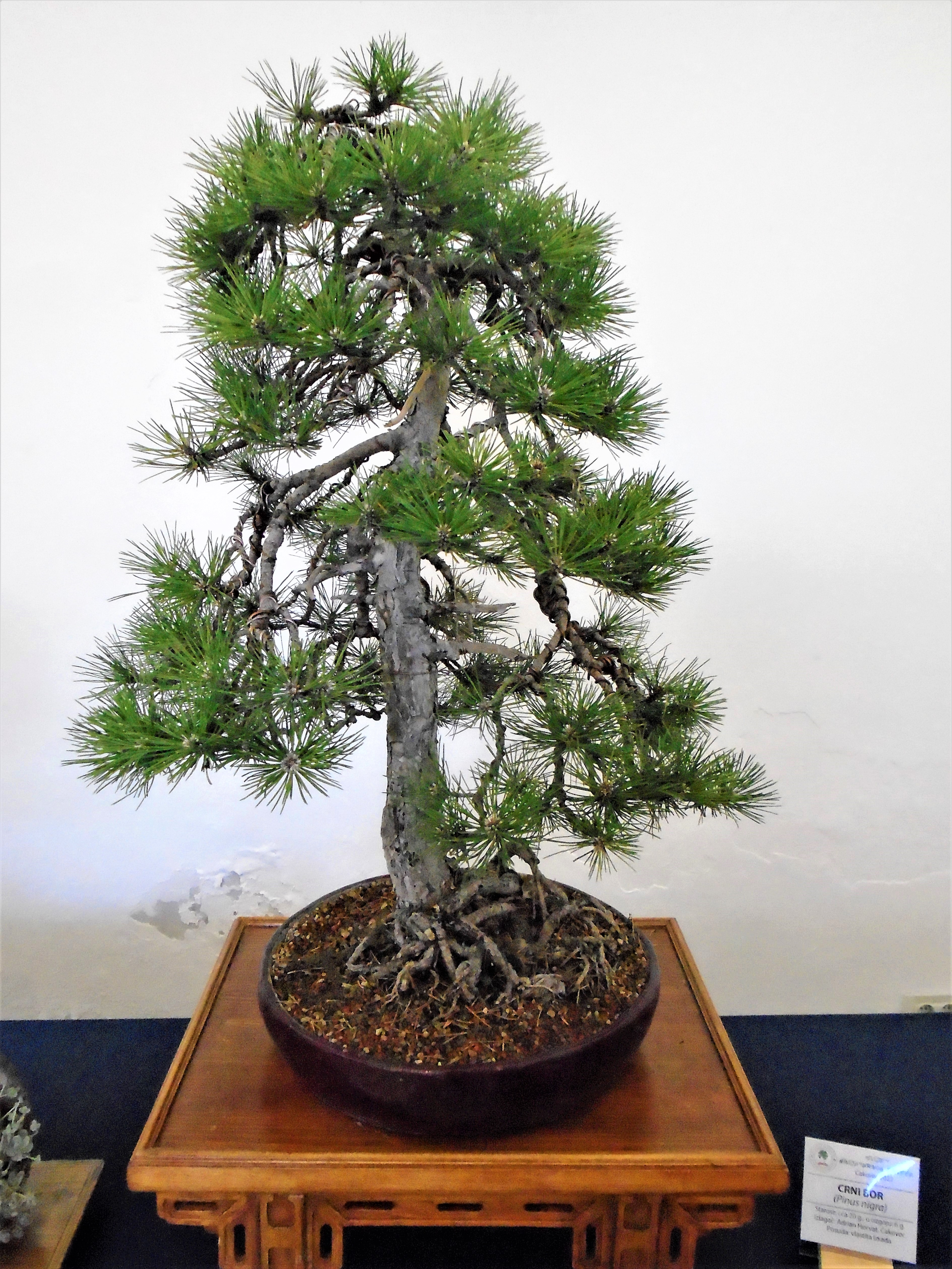
Schwarzkiefer als Bonsai

### Hybriden
Obwohl die Unterarten miteinander kreuzbar sind, wurden bisher nur wenige Kreuzungsversuche mit ihnen durchgeführt. Die Ende des 19. Jahrhunderts im Botanischen Garten der Universität Wien entdeckte Hybride Pinus ×wettsteinii entstand aus einer natürlichen Kreuzung mit der Bergkiefer (Pinus mugo). Kreuzungsversuche verliefen erfolgreich mit der Schlangenhaut-Kiefer (Pinus heldreichii), der Japanischen Rotkiefer (Pinus densiflora), der Rot-Kiefer (Pinus resinosa), der Waldkiefer (Pinus sylvestris), der Chinesischen Kiefer (Pinus tabuliformis), mit Pinus taiwanensis und mit der Japanischen Schwarzkiefer (Pinus thunbergii). Die Cerna-Föhre (Pinus ×banatica) ist eine im rumänischen Nationalpark Domogled-Valea Cernei endemische Hybride, die von manchen Autoren als Unterart der Schwarzkiefer angesehen wird.

## Trivia
In Jörg Weigands Kurzgeschichte 'Der Gesang der schwarzen Kiefern' spielt die Schwarzkiefer eine zentrale Rolle: Das Mädchen Velda verwandelt sich, fasziniert von den Schwarzkiefern, in einen solchen Baum.